# リール・ビッグ・フィッシュ
リール・ビッグ・フィッシュ (Reel Big Fish) は、1992年にアメリカのカリフォルニア州オレンジ郡で結成されたスカ・パンク・バンド。

## 略歴
1992年、アーロン・バレット、マット・ウォング、アンドリュー・ゴンザレスの3人編成で結成。
1994年、トランペット奏者としてタヴィス・ワーツを、トロンボーン奏者としてダン・リーガン、ロバート・クインビーを、サックス奏者としてアダム・ポラコフを迎え、7人編成のラインナップとなる。
1995年、ロバート・クインビー、アダム・ポラコフが脱退、グラント・バリー 、スコット・クロフェンスタインが加入。
1995年、限定3000枚の自主制作アルバム『エヴリシング・サックス』でデビュー、サンタモニカのモジョ・レコードと契約する。
1996年に2ndアルバム『ターン・ザ・レイディオ・オフ』でメジャーデビュー。シングル『セル・アウト』がアメリカでマイナーヒットとなりゴールド・アルバムを獲得。
1997年、5曲入りEP『KEEP YOUR RECEIPT』をリリース。
1998年、『ホワイ・ドゥ・ゼイ・ロック・ソー・ハード?』をリリース。また、a-haのカバー曲「テイク・オン・ミー」が、同年公開の映画、『ベースケットボール 裸の球を持つ男』の挿入歌に起用された。グラント・バリー、タヴィス・ワーツ、アンドリュー・ゴンザレスが脱退し、新ドラマーとしてカルロス・デ・ラ・ガルサが加入する。トランペット奏者としてタイラー・ジョーンズが加入する。
2002年、『チア・アップ!』をリリース。
2003年、カルロス・デ・ラ・ガルサがツアー三昧の生活に耐え切れずに脱退。後任には、ジャスティン・フェレイアが起用される。
2004年、タイラー・ジョーンズが解雇される。ジョン・クリスチャンソン、リランド・スティーンが加入。
2005年4月、『ウィア・ノット・ハッピー・ティル・ユア・ノット・ハッピー - WE'RE NOT HAPPY 'TIL YOU'RE NOT HAPPY - 』をリリース。
2007年、マットが家族との生活を優先させたいという意向の為、脱退。後釜には、デレック・ギブスが起用された。
2011年、スコットが、子育てに専念したいのを理由に、バンドを離脱。その後、マット・アップルトンを迎える。当初はサポートメンバーとしてだったが、後に正式メンバーに昇格。1995年に離脱したアダム以来、久々のサキソフォニストとなった。

## メンバー
在籍中のメンバー
- アーロン・バレット (Aaron Barrett) - リード・ボーカル、リズムギター、キーボード、シンセサイザー（1994年 - ）、リードギター（1992年 - ）、バッキング・ボーカル（1992年 - 1994年）
- ジョン・クリスチャンソン (John Christianson) - トランペット、バッキング・ボーカル（2004年 - ）
- デレク・ギブス (Derek Gibbs) - ベース、バッキング・ボーカル（2007年 - ）
- マット・アップルトン (Matt Appleton) - サクソフォーン、バッキング・ボーカル（2011年 - ）
- エドワード・ラーセン (Edward Larsen) - ドラムス（2014年 - ）

サポートメンバー
- ブライアン・ロバートソン (Brian Robertson) - トロンボーン（2019年 - ）

旧メンバー
- マット・ウォング (Matt Wong) - ベース、バッキング・ボーカル（1992年 - 2007年）
- アンドリュー・ゴンザレス (Andrew Gonzales) - ドラムス（1992年 - 1999年）
- ザック・ギルトラップ (Zach Gilltrap) - キーボード、シンセサイザー、プログラミング（1992年 - 1994年）
- ベン・グズマン (Ben Guzman) - リード・ボーカル（1992年 - 1994年）
- リサ・スミス (Lisa Smith) - リズムギター（1992年 - 1994年）
- ダン・リーガン (Dan Regan) - トロンボーン、バッキング・ボーカル（1994年 - 2013年）
- タヴィス・ワーツ (Tavis Werts) - トランペット（1994年 - 2001年）
- アダム・ポラコフ (Adam Polakoff) - サクソフォーン（1994年 - 1995年）
- ロバート・クインビー (Robert Quimby) - トロンボーン（1994年 - 1995年）
- ステファン・リード (Stephan Reed) - サクソフォーン（1993年 - 1994年）
- エリック・ヴィスマンタス (Eric Vismantas) - トランペット（1993年 - 1995年）
- スコット・クロフェンスタイン (Scott Klopfenstein) - トランペット、ギター、キーボード、ボーカル（1995年 - 2011年）
- グラント・バリー (Grant Barry) - トロンボーン（1995年 - 1999年）
- カルロス・デ・ラ・ガルサ (Carlos de la Garza) - ドラムス（1999年 - 2003年）
- タイラー・ジョーンズ (Tyler Jones) - トランペット（2001年 - 2004年）
- ジャスティン・フェレイラ (Justin Ferreira) - ドラムス（2003年 - 2004年）
- ライランド・スティーン (Ryland Steen) - ドラムス（2005年 - 2014年）
- ビリー・コテジ (Billy Kottage) - トロンボーン、ハモンドオルガン、バッキング・ボーカル（2013年 - 2019年）

## ディスコグラフィ

### オリジナル・アルバム（フル）
- エヴリシング・サックス - EVERYTHING SUCKS (1995)
- ターン・ザ・レイディオ・オフ - TURN THE RADIO OFF (1996)
- ホワイ・ドゥ・ゼイ・ロック・ソー・ハード? - WHY DO THEY ROCK SO HARD?  (1998)
- チア・アップ! - CHEER UP! (2002)
- ウィア・ノット・ハッピー・ティル・ユア・ノット・ハッピー - WE'RE NOT HAPPY 'TIL YOU'RE NOT HAPPY (2005)
- モンキーズ・フォー・ナッシン・アンド・ザ・チンプス・フォー・フリー - Monkeys for Nothin' and the Chimps for Free (2007)

### EP
- KEEP YOUR RECEIPT (1997)